# Wojtkowska Góra
Wojtkowska Góra – szczyt o wysokości 509 m n.p.m. w Pasma Braniowa na terenie Pogórza Przemyskiego, będący najbardziej na północny zachód wysuniętym wierzchołkiem pasma. Jego stoki opadają: na południe i zachód - ku dolinie Wiaru, na północ – ku dolinie potoku Mszaniec, zaś na wschód – ku dolinie potoku Tuczański.

Przez szczyt Wojtkowskiej Góry nie prowadzi żaden znakowany szlak turystyczny. Natomiast szczyt stanowi dobry punkt widokowy.